# كزافييه دي فيرست
كزافييه دي فيرست (بالفرنسية: Xavier de Fürst)‏ هو ضابط فرنسي، ولد في 4 مايو 1948 في طنجة في المغرب.

## وصلات خارجية
- كزافييه دي فيرست على موقع IMDb (الإنجليزية)